# Gabriel Loesch
Gabriel Loesch, né le 12 juillet 1995 à Marignane, est un handballeur professionnel français.
Il mesure 1,82 m et pèse 73 kg. Il joue au poste d'ailier droit pour le club du Pays d'Aix UC , depuis 2013. 

## Biographie
Originaire de Marignane, Gabriel Loesch intègre le centre de formation du Pays d'Aix UC avant de passer professionnel au sein du club provençal en 2013. Pour la saison 2022/23, il évolue toujours au sein du club. 